# محابشه (دهستان)
 محابشه  به عربی ( المحابشة ) دهستانی است در وسط قضاء (الشرفین) در مرکز (الفقهاء)، در ۷۰ کیلومتری شمال روستای (عبس)، و در ۳۵ کیلومتری جنوب شرقی روستای (محابشة الغراء) یا (محابشة الخضراء) واقع شده‌است. گویند نام پیشین این دهستان (محابشة الخضراء) بوده‌است. این دهستان در استان حَجّه، در کشور یمن در شبه جزیره عربستان واقع شده‌است. تاریخ بنای آن به دوران ملوک (العمالیق) می‌رسد. دو مسجد تاریخی در این دهستان وجود دارد به نام‌های: 
- مسجد القرانة  که تاریخ بنای آن به دوران أوائل اسلام بر می‌گردد.
- مسجد الجامع ، نیز مسجدی تاریخی دیگری است که در حدود ۷۰۰ سال تاریخ دارد، ویکی از مساجد معروف منطقه‌است.

دهستان  محابشه  یکی از مراکز تجارتی منطقه می‌باشد، ودارای باغ‌های مرکبات و میوه جات است. پنج وادی دره مشهور از این دهستان می‌گذرد، و کناره‌های دره‌ها ی مذکور باغ‌های انگور (کروم)، سیب، هلو، انار، پرتقال، نارنگی، لیمو ترش، لیمو شیرین، نارنج، بالنگ، موز به اضافه خربزه، هندوانه، همبا، نخل خرما، گوآوا، لوز، بادام، پاپای، موز، خیار و دیگر مزارع صیفی زمستانی وجود دارد.
 دره‌های نامبرده عبارتند از: 
- وادی الدودة
- وادی نخبان
- وادی لطف الله
- وادی الموز
- وادی المزة

شاعر معاصر یمنی در وصف این وادی‌ها و دهستان می‌سراید:
| للهِ وادی «المُوز» و «المَزّة» |  | هُما بلاشک مِن اَلجَنةّ     |
| قَد خَرجا مِن هذه الأرض کَی    |  | تُـعَرفَ دار اَلخَلدُ لِلأَمةّ  |
| أغَصانُها الخُضرُ وأَطیارُهَا     |  | تَعانَقا فی اَلجَو مِن صَبوةّ |

## جمعیت
جمعیت این دهستان در حدود ( ۱۲۶۷۳) نفر و (۳۵  خانوار)  می‌باشد.  

## روستاها
روستاهای توابع این دهستان به شرح زیر می‌باشند:
- روستای   محابشة الغراء
- روستای   محابشة الَخضراء
- روستای   النظائر
- روستای   قریة المَزة
- روستای   النَوید
- روستای   الفراسیة